# Billy Bell (hockey sur glace)
Pour les articles homonymes, voir Bill Bell et Bell.
Billy Edward Bell (né le 10 juin 1891 à Lachine, dans la province de Québec, Canada – mort le 3 juin 1952) est un joueur de hockey sur glace professionnel du début du XXe siècle Il remporte la Coupe Stanley avec les Canadiens de Montréal de la Ligue nationale de hockey lors de sa dernière saison,.

## Biographie
Billy Edward Bell naît dans la ville de Lachine au Québec en 1891 ; il fait ses débuts en jouant pour plusieurs clubs senior de hockey de la ville de Montréal entre 1909 et 1913. Lors de la saison 1913-1914, il signe avec les Wanderers de Montréal de l'Association nationale de hockey ; au cours de cette saison, il joue également avec l'Association des athlètes amateurs de Montréal. Après une saison avec les Sénateurs d'Ottawa, il retourne jouer avec les Wanderers qui intègrent la nouvelle Ligue nationale de hockey.
Le 26 novembre 1917, les Wanderers décident de conserver leurs droits sur Bell pour la saison 1917-1918. Le 2 janvier 1918, l'Aréna de Montréal, qui héberge les Wanderers et les Canadiens de Montréal, est détruit à la suite d'un incendie. Sammy Lichtenhein, le président des Wanderers, reçoit une offre d'un aréna à Hamilton en Ontario pour y accueillir l'équipe pour la fin de la saison mais finalement, se rendant compte que l'équipe de Montréal ne peut pas continuer la saison, la LNH décide de suspendre l'équipe et de terminer la saison avec trois formations, les droits de Bell étant récupérés par les Canadiens.
Le 6 janvier 1922, il est prêté par les Canadiens aux Sénateurs d'Ottawa pour la fin de la saison 1921-1922 mais est de retour sous le maillot du tricolore pour la saison suivante. Il joue sa dernière saison en tant que professionnel en 1923-1924 alors que les Canadiens se classent deuxièmes de la saison régulière derrière les joueurs d'Ottawa. Il participe par la suite aux deux rencontres de la finale de la LNH pour battre les Sénateurs et accède à la phase finale de la Coupe Stanley. Les Canadiens battent tout d'abord les Tigers de Calgary de la Western Canada Hockey League puis ils remportent leur deuxième Coupe Stanley en éliminant les Maroons de Vancouver de l'Association de hockey de la Côte du Pacifique avec deux nouvelles victoires 6-1 puis par un blanchissage 3-0 par Georges Vézina. À la suite de cette dernière saison triomphante, Bell arrête sa carrière. Il meurt le 3 juin 1952.

## Statistiques
| Saison    | Équipe                      | Ligue |    | Saison régulière | Saison régulière | Saison régulière | Saison régulière | Saison régulière |   | Séries éliminatoires | Séries éliminatoires | Séries éliminatoires | Séries éliminatoires | Séries éliminatoires |
| Saison    | Équipe                      | Ligue | PJ | B                | A                | Pts              | Pun              | PJ               | B | A                    | Pts                  | Pun                  |                      |                      |
| 1909-1910 | Bell Telephone de Montréal  | MCSHL | 1  | 0                | 0                | 0                | 3                |                  |   |                      |                      |                      |                      |                      |
| 1910-1911 | Aiglons de Lachine          | LHCM  |    |                  |                  |                  |                  |                  |   |                      |                      |                      |                      |                      |
| 1910-1911 | Ranger Rustlers de Montréal | LHJCM |    |                  |                  |                  |                  |                  |   |                      |                      |                      |                      |                      |
| 1911-1912 | Baillargeon de Montréal     | LHCM  | 4  | 3                | 0                | 3                | 6                |                  |   |                      |                      |                      |                      |                      |
| 1912-1913 | Stars de Montréal           | LHCM  | 7  | 4                | 0                | 4                | 16               |                  |   |                      |                      |                      |                      |                      |
| 1912-1913 | Dominion Bridge de Montréal | LHMCM | 8  | 4                | 0                | 4                |                  | 2                | 0 | 0                    | 0                    | 14                   |                      |                      |
| 1913-1914 | Wanderers de Montréal       | ANH   | 2  | 1                | 0                | 1                | 0                |                  |   |                      |                      |                      |                      |                      |
| 1913-1914 | AAA de Montréal             | LHCM  | 3  | 0                | 0                | 0                | 13               |                  |   |                      |                      |                      |                      |                      |
| 1914-1915 | Sénateurs d'Ottawa          | ANH   | 11 | 1                | 0                | 1                | 17               |                  |   |                      |                      |                      |                      |                      |
| 1915-1916 | Wanderers de Montréal       | ANH   | 22 | 8                | 2                | 10               | 78               |                  |   |                      |                      |                      |                      |                      |
| 1916-1917 | Wanderers de Montréal       | ANH   | 14 | 11               | 0                | 11               | 44               |                  |   |                      |                      |                      |                      |                      |
| 1917-1918 | Wanderers de Montréal       | LNH   | 2  | 1                | 0                | 1                | 0                |                  |   |                      |                      |                      |                      |                      |
| 1917-1918 | Canadiens de Montréal       | LNH   | 6  | 0                | 0                | 0                | 3                |                  |   |                      |                      |                      |                      |                      |
| 1918-1919 | Canadiens de Montréal       | LNH   | 1  | 0                | 0                | 0                | 0                |                  |   |                      |                      |                      |                      |                      |
| 1920-1921 | Canadiens de Montréal       | LNH   | 4  | 0                | 0                | 0                | 0                |                  |   |                      |                      |                      |                      |                      |
| 1921-1922 | Canadiens de Montréal       | LNH   | 6  | 1                | 0                | 1                | 0                |                  |   |                      |                      |                      |                      |                      |
| 1921-1922 | Sénateurs d’Ottawa          | LNH   | 17 | 1                | 1                | 2                | 4                | 1                | 0 | 0                    | 0                    | 0                    |                      |                      |
| 1922-1923 | Canadiens de Montréal       | LNH   | 19 | 0                | 0                | 0                | 2                | 2                | 0 | 0                    | 0                    | 0                    |                      |                      |
| 1923-1924 | Canadiens de Montréal       | LNH   |    | 10               | 0                | 0                | 0                | 0                |   | 5                    | 0                    | 0                    | 0                    | 0                    |

## Trophées et honneurs personnels
- 1923-1924 : remporte la Coupe Stanley avec les Canadiens de Montréal